# Simplon VS
| VS ist das Kürzel für den Kanton Wallis in der Schweiz. Es wird verwendet, um Verwechslungen mit anderen Einträgen des Namens Simplon zu vermeiden. |

Simplon (früher auch Simpeln, walliserdeutsch: Simpilu) ist eine politische Gemeinde und eine Burgergemeinde im Bezirk Brig sowie eine Pfarrgemeinde des Dekanats Brig im deutschsprachigen Teil des Kantons Wallis in der Schweiz an der Simplonpassstrasse (N 9) gelegen.
Gemäss amtlichem Ortschaftenverzeichnis gliedert sich die Gemeinde Simplon in die Ortschaften Simplon Dorf, Simplon Hospiz und Gabi (Simplon). Historisch gliedert sich die Gemeinde in die Fraktionen Simplon-Dorf, Egga, Gabi und Simplon-Pass. Die Ortschaft Simplon Dorf liegt neun Strassenkilometer südlich der Passhöhe, die ebenfalls zum Gemeindegebiet gehört.

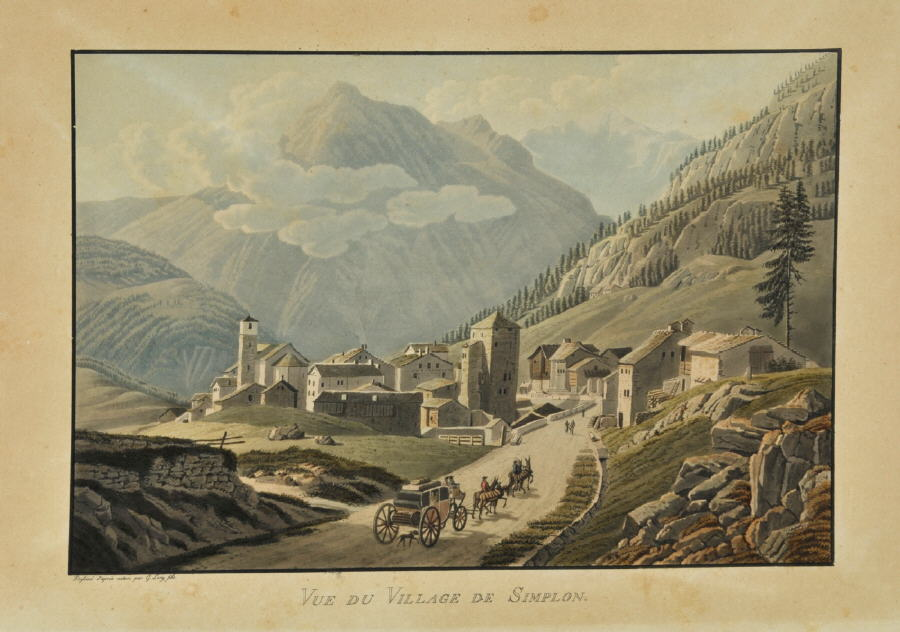
Bild von Gabriel Lory (1784–1846)

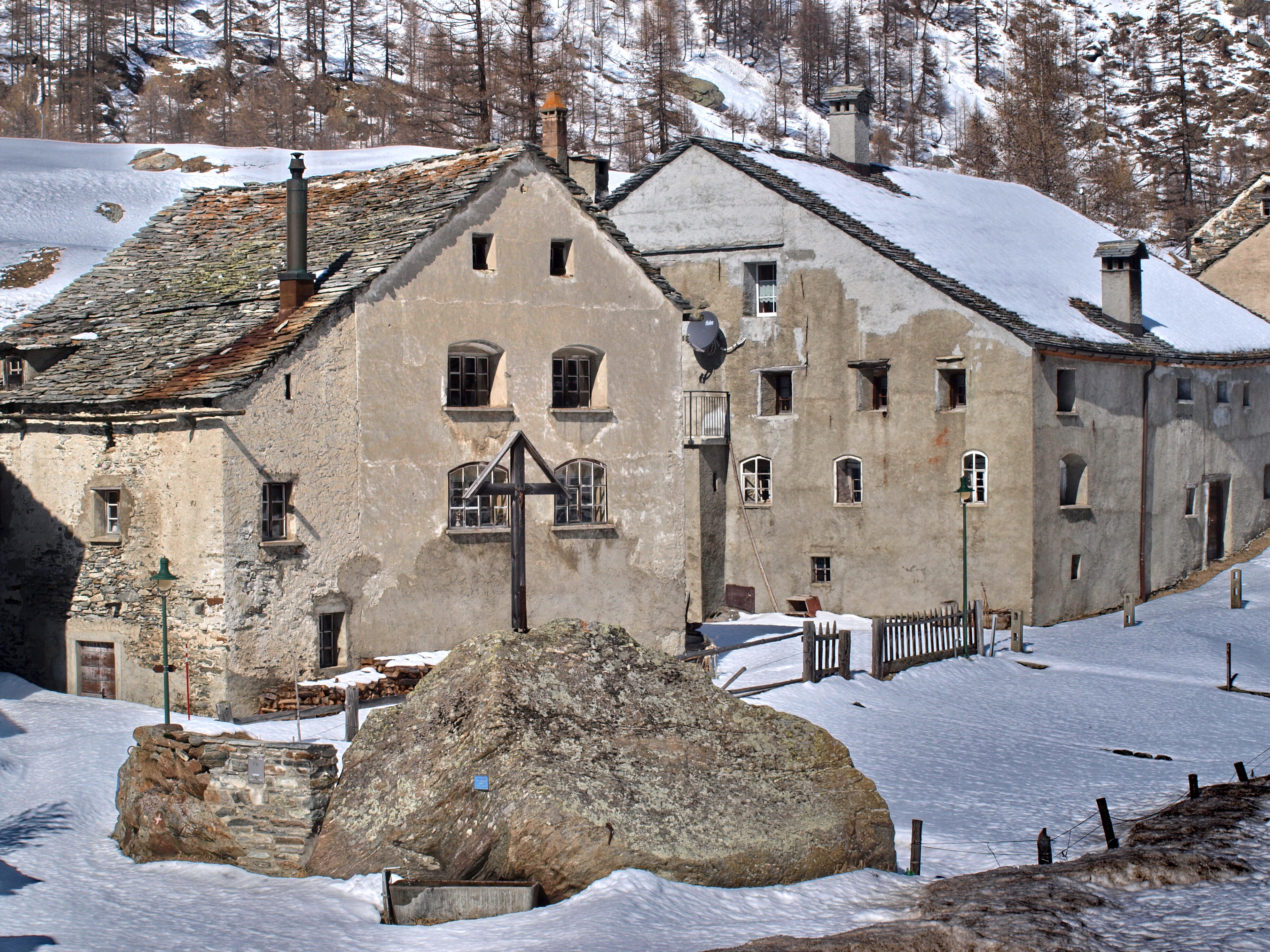
Egga (2011)

## Geschichte
Die Pfarrei ist 1267 erstmals urkundlich bezeugt und trägt das Patrozinium des heiligen Gotthard. Die heutige Pfarrkirche wurde 1725 erbaut und 1736 feierlich geweiht. Früheres Wahrzeichen des Dorfes war der Meierturm aus dem 13. Jahrhundert, einstiger Wohnsitz der Herren von Simplon. Er wurde in den Jahren 1892/93 nahezu vollständig abgebrochen.

## Bevölkerung
| Bevölkerungsentwicklung | Bevölkerungsentwicklung | Bevölkerungsentwicklung | Bevölkerungsentwicklung | Bevölkerungsentwicklung | Bevölkerungsentwicklung | Bevölkerungsentwicklung | Bevölkerungsentwicklung | Bevölkerungsentwicklung |
| ----------------------- | ----------------------- | ----------------------- | ----------------------- | ----------------------- | ----------------------- | ----------------------- | ----------------------- | ----------------------- |
| Jahr                    | 1798                    | 1850                    | 1880                    | 1900                    | 1910                    | 1950                    | 2000                    | 2016                    |
| Einwohner               | 250                     | 364                     | 435                     | 357                     | 318                     | 451                     | 333                     | 309                     |

## Sehenswürdigkeiten
Der Ortskern von Simplon Dorf ist in das Inventar für schützenswerte Ortsobjekte der Schweiz (ISOS) als Ortsbild von nationaler Bedeutung aufgenommen worden.

## Galerie

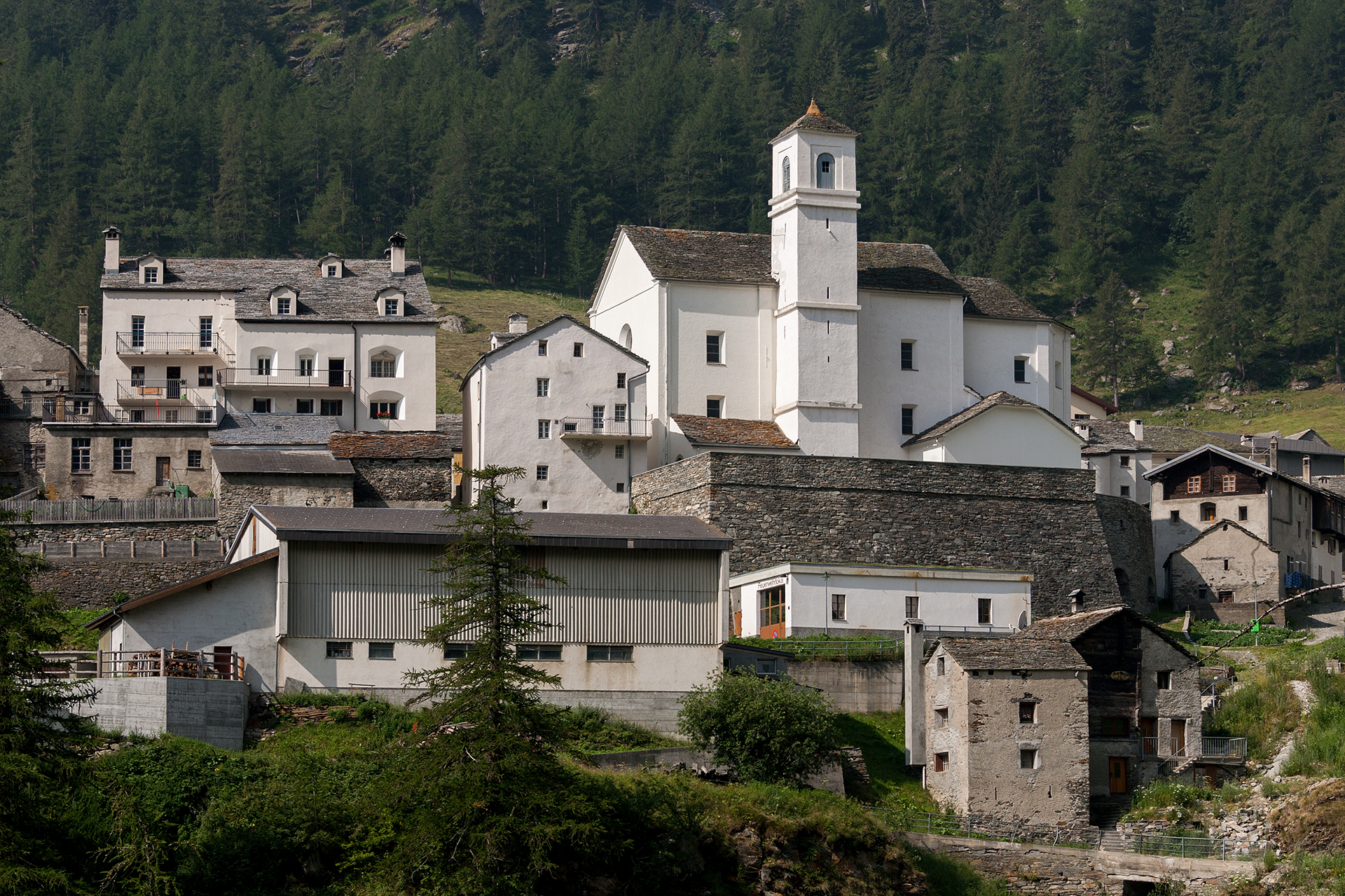
Dorfzentrum von Simplon Dorf
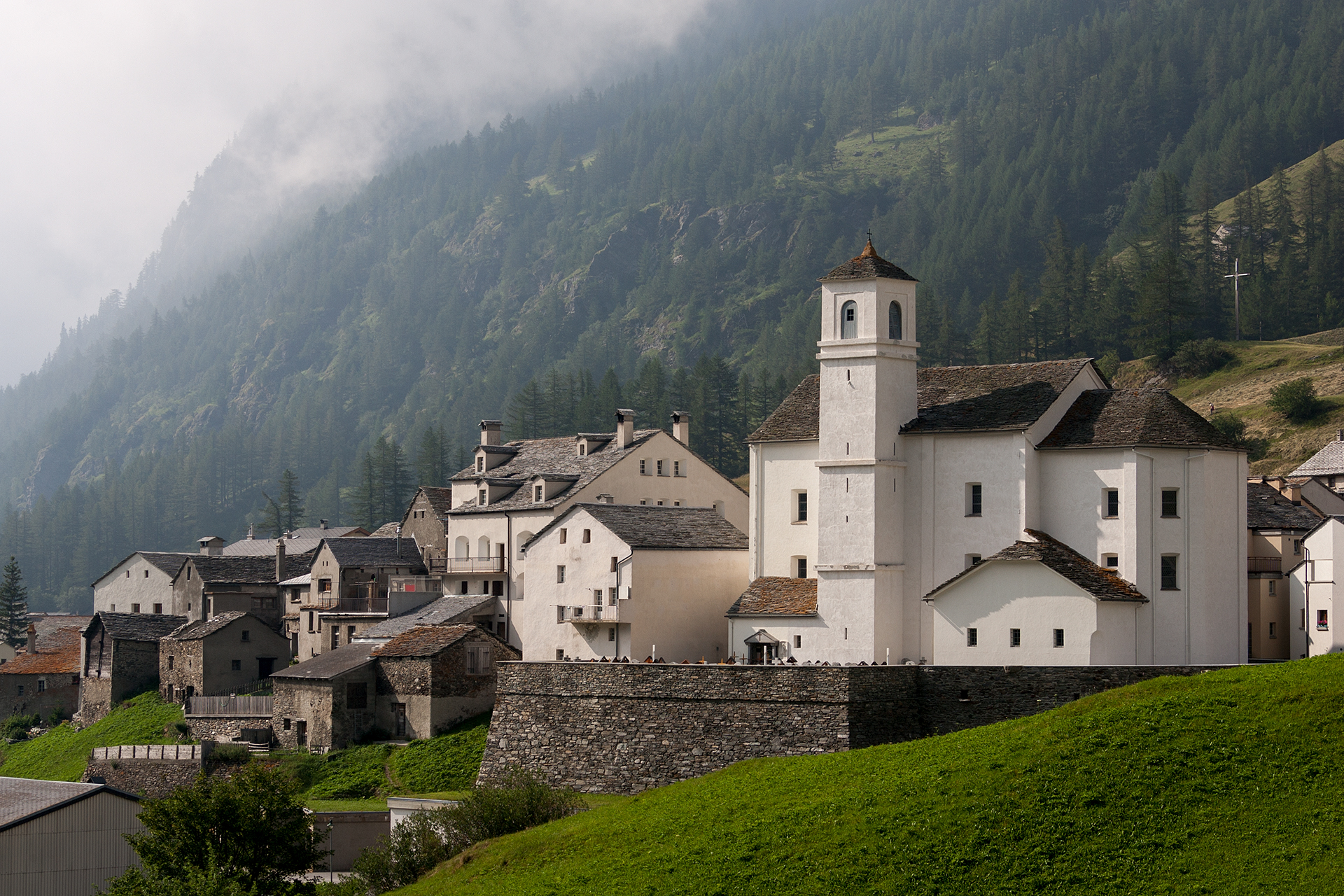
Kirche St. Gotthard
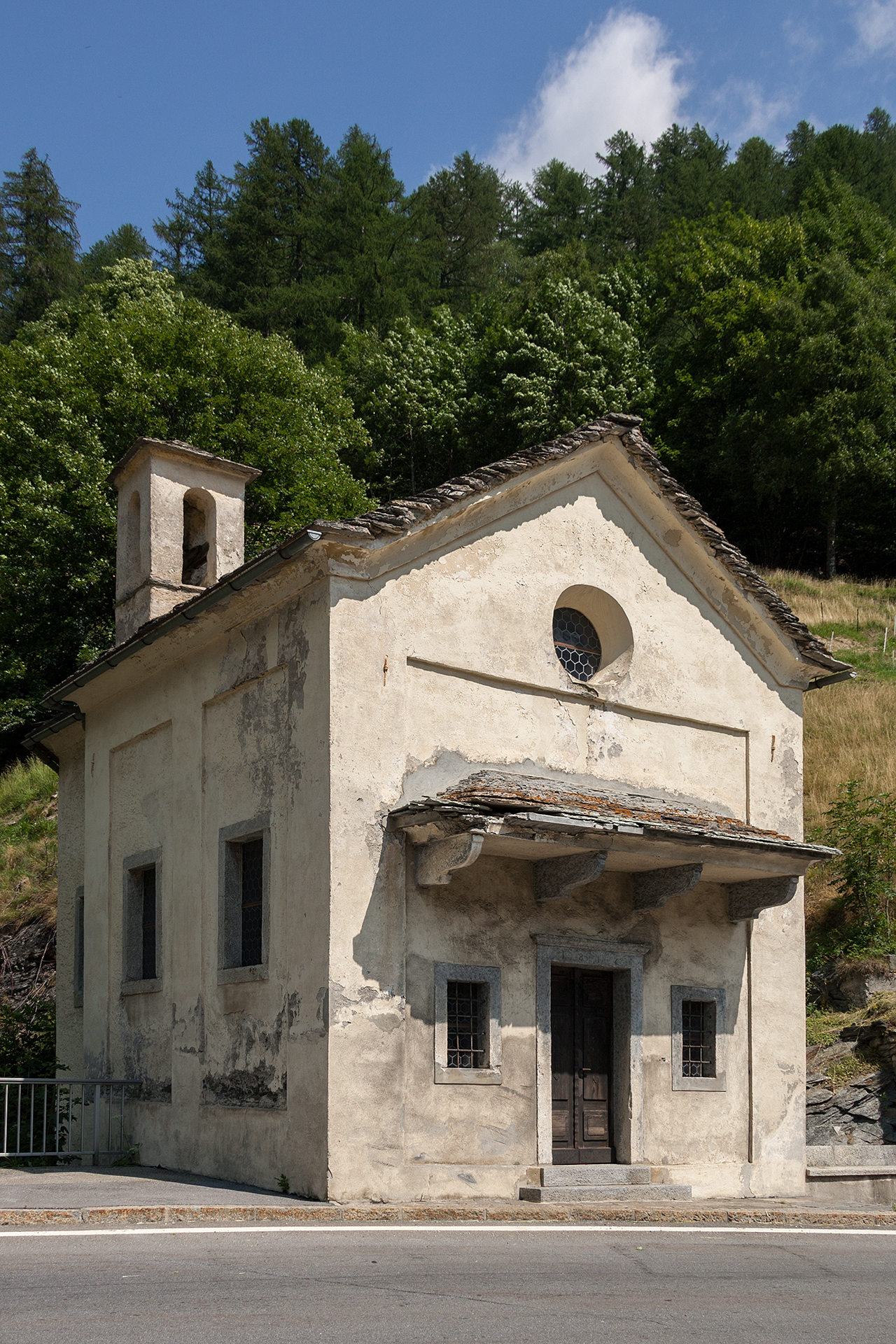
Kapelle in Gabi
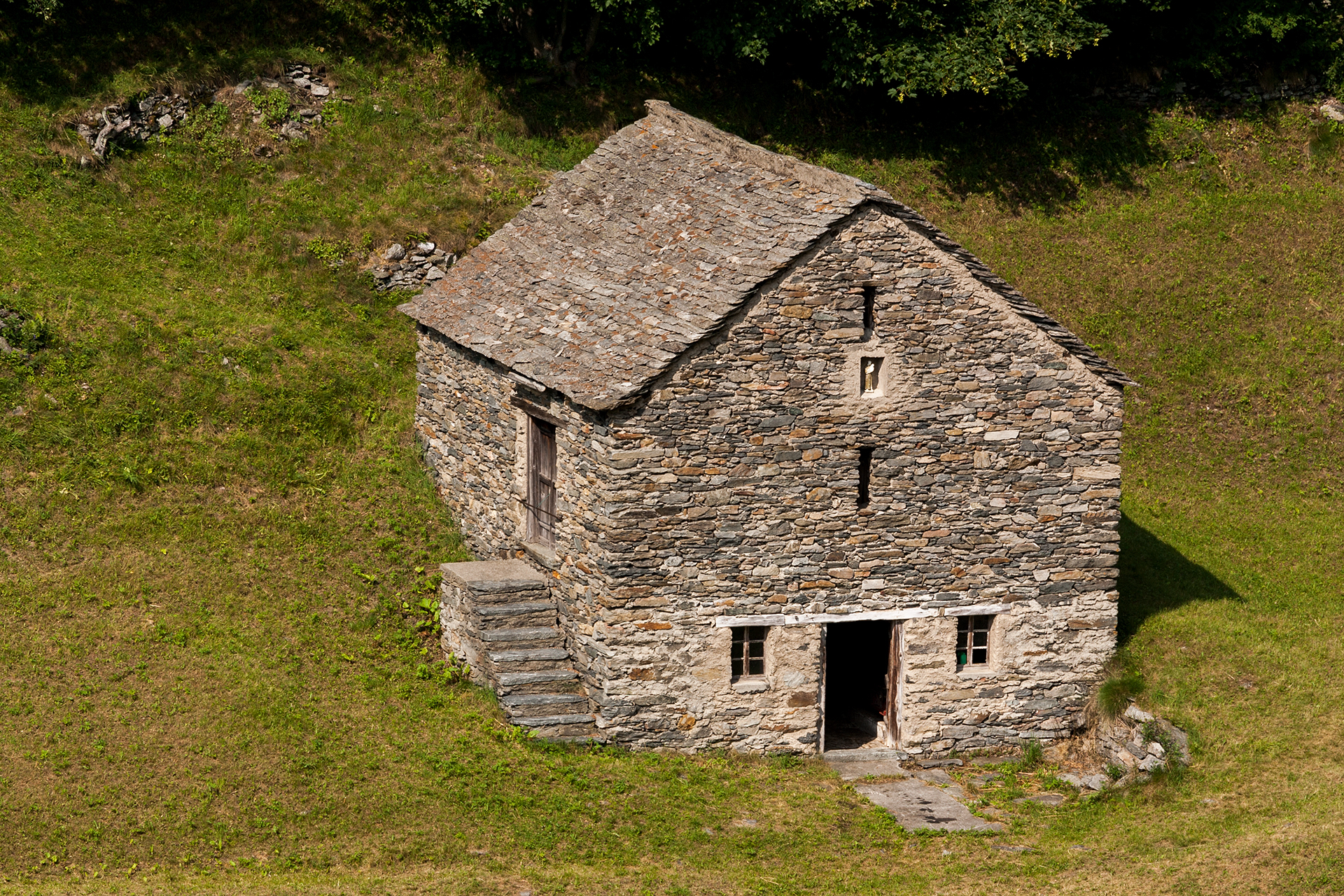
Alter Stall in Simplon
Simplon (1914–1918)
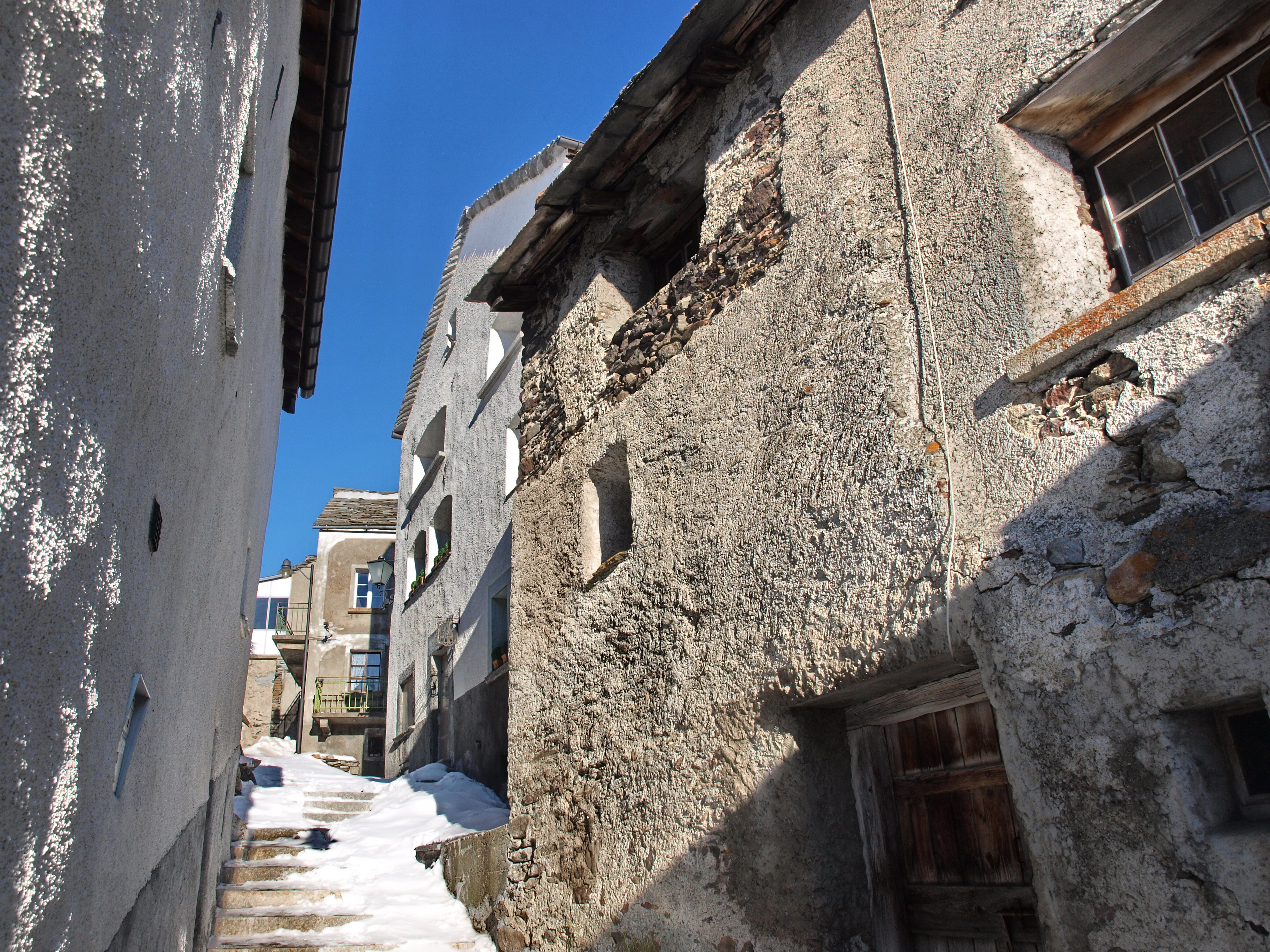
Säumerpfad Simplon-Dorf

## Persönlichkeiten
- Josef Escher (1885–1954), Bundesrat (1950–1954)